# San Giorgio di Livenza
San Giorgio di Livenza è una frazione del comune italiano di Caorle, nella città metropolitana di Venezia.
Sorge alla destra del Livenza e di un suo paleoalveo (oggi occupato dalle vie Petrarca, Dante e Manzoni), oltre i quali si sviluppa La Salute di San Stino di Livenza. Si trova, inoltre, all'interno di un'exclave comunale, in quanto entrambe le rive del canale Brian, che scorre a sud del centro, appartengono al comune di San Stino di Livenza sino alla località Brian.

## Storia
Benché sede di un'antica cappella, l'odierno centro abitato si è sviluppato in tempi recenti in seguito alle opere di bonifica che hanno interessato il Veneto Orientale.

## Monumenti e luoghi d'interesse

### Chiesa parrocchiale
L'edificio sacro era in origine un modesto oratorio e venne rifatto nella prima metà del Settecento. A seguito di un accordo che coinvolse la curia vescovile, il parroco don Antonio Mattana, la dirigenza della Regia bonifica Ongaro Inferiore e la famiglia Romiati, proprietari terrieri, la chiesa settecentesca venne rasa al suolo nel 1926 per permettere il sovralzo del canale Brian. Venne ricostruita a poca distanza dal luogo originario (su un terreno dei già citati Romiati) e aperta al culto il 29 settembre 1929; la definitiva consacrazione da parte del vescovo Eugenio Beccegato avvenne nel 1934.
San Giorgio di Livenza è l'unica frazione del comune di Caorle ad appartenere alla diocesi di Vittorio Veneto (già diocesi di Ceneda) e in origine rappresentava una cappellania dipendente dalla pieve di Sant'Anastasio. Data la distanza dalla matrice, nel 1570 il vescovo Michele della Torre la sottopose alla più vicina pieve di Torre di Mosto. Il processo per l'autonomia ecclesiastica iniziò nel 1750 con l'erezione di una curazia e si concluse 1796 quando fu istituita la parrocchia.